# Bệnh động mạch ngoại biên
Bệnh động mạch ngoại biên (peripheral artery disease - PAD) là sự thu hẹp bất thường của các động mạch khác với những động mạch cung cấp cho tim hoặc não. Khi hẹp động mạch xảy ra trong tim thì nó được gọi là bệnh động mạch vành và trong não thì nó được gọi là bệnh mạch máu não.  Bệnh động mạch ngoại biên ảnh hưởng phổ biến nhất đến chân, nhưng các động mạch khác cũng có thể liên quan.  Triệu chứng kinh điển là đau chân khi đi bộ được giải quyết bằng nghỉ ngơi, được gọi là chứng nghẹt không liên tục.  Các triệu chứng khác bao gồm loét da, da xanh, da lạnh, hoặc móng và tóc mọc bất thường ở chân bị ảnh hưởng. Các biến chứng có thể bao gồm nhiễm trùng hoặc chết mô có thể phải cắt cụt; bệnh động mạch vành, hoặc đột quỵ. Có tới 50% người mắc PAD không có triệu chứng.
Yếu tố rủi ro lớn nhất đối với PAD là hút thuốc lá. Các yếu tố nguy cơ khác bao gồm tiểu đường, huyết áp cao, các vấn đề về thận và cholesterol trong máu cao.  Cơ chế cơ bản phổ biến nhất của bệnh động mạch ngoại biên là xơ vữa động mạch, đặc biệt là ở những người trên 40 tuổi. Các cơ chế khác bao gồm co thắt động mạch, cục máu đông, chấn thương, loạn sản sợi cơ và viêm mạch. PAD thường được chẩn đoán bằng cách tìm chỉ số mắt cá chân (ABI) dưới 0,90, đó là huyết áp tâm thu ở mắt cá chân chia cho huyết áp tâm thu của cánh tay. Siêu âm song song và chụp động mạch cũng có thể được sử dụng. Chụp động mạch chính xác hơn và cho phép điều trị cùng một lúc; tuy nhiên, nó có liên quan đến rủi ro lớn hơn.
Hiện tại không rõ liệu việc sàng lọc bệnh động mạch ngoại biên ở những người không có triệu chứng có hữu ích hay không vì quá trình này chưa được nghiên cứu đúng mức. Ở những người mắc bệnh liên tục từ PAD, ngừng hút thuốc và liệu pháp tập thể dục có giám sát sẽ cải thiện kết quả.  Các loại thuốc, bao gồm statin, thuốc ức chế men chuyển và cilostazol cũng có thể giúp ích. Aspirin dường như không giúp những người mắc bệnh nhẹ nhưng thường được khuyên dùng ở những người mắc bệnh nghiêm trọng hơn do nguy cơ đau tim tăng cao. Thuốc chống đông máu như warfarin thường không có lợi. Các thủ tục được sử dụng để điều trị bệnh bao gồm ghép bắc cầu, nong mạch vành và cắt xơ vữa.
Trong năm 2015, khoảng 155 triệu người đã mắc PAD trên toàn thế giới. Nó trở nên phổ biến hơn với tuổi tác. Ở các nước phát triển, nó ảnh hưởng đến khoảng 5,3% của những người từ 45 đến 50 tuổi và 18,6% của những người từ 85 đến 90 tuổi.  Ở các nước đang phát triển, nó ảnh hưởng đến 4,6% số người trong độ tuổi từ 45 đến 50 và 15% số người trong độ tuổi từ 85 đến 90.  PAD ở các nước phát triển là phổ biến như nhau giữa nam và nữ, mặc dù ở các nước đang phát triển, phụ nữ thường bị ảnh hưởng nhiều hơn. Trong năm 2015, PAD đã dẫn đến khoảng 52.500 ca tử vong, tăng từ 16.000 ca tử vong vào năm 1990.